# Podróż apostolska Franciszka do Korei Południowej

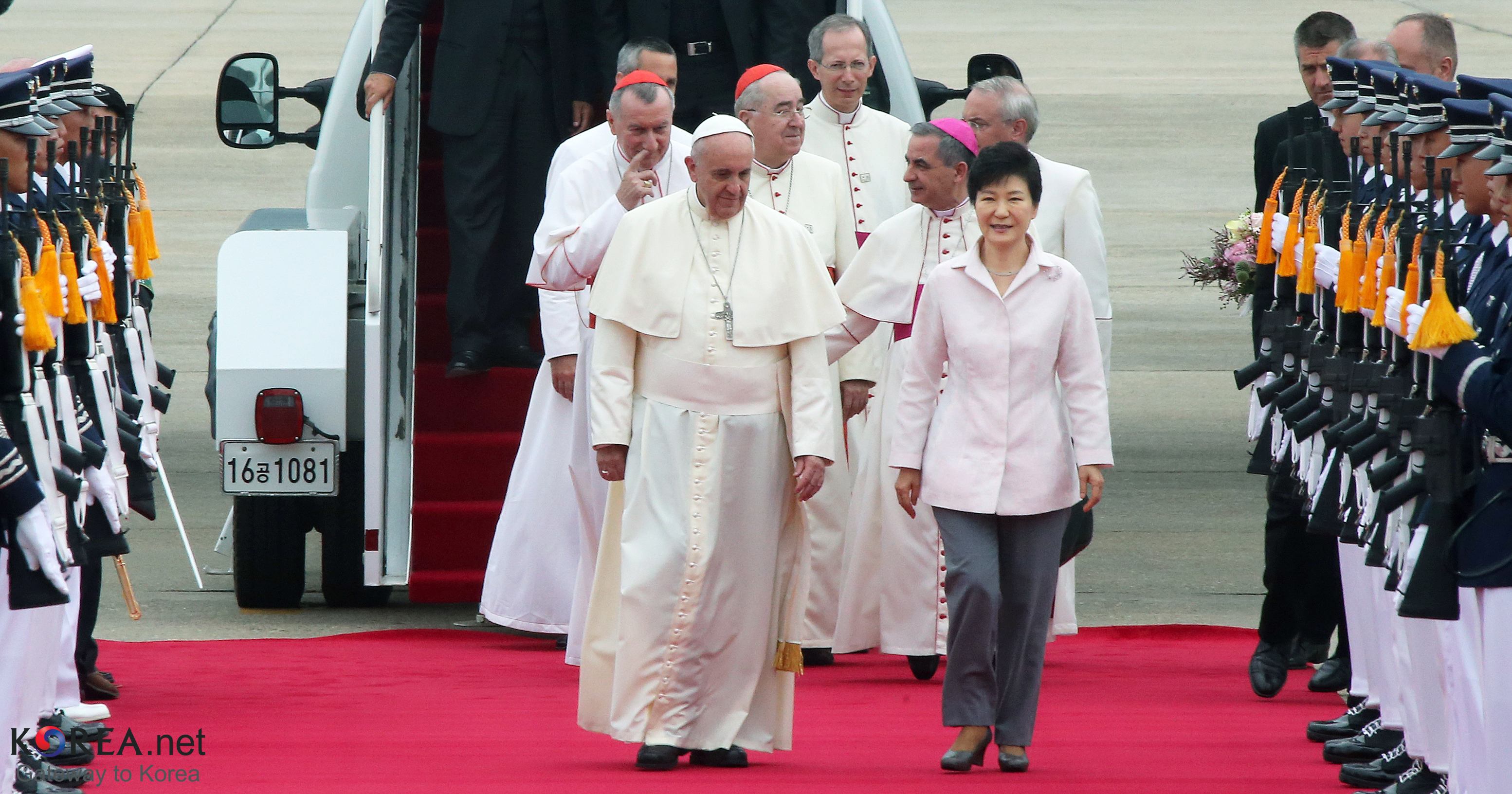
Papież Franciszek po przylocie na lotnisko w Seulu (obok niego prezydent Korei Park Geun-hye)

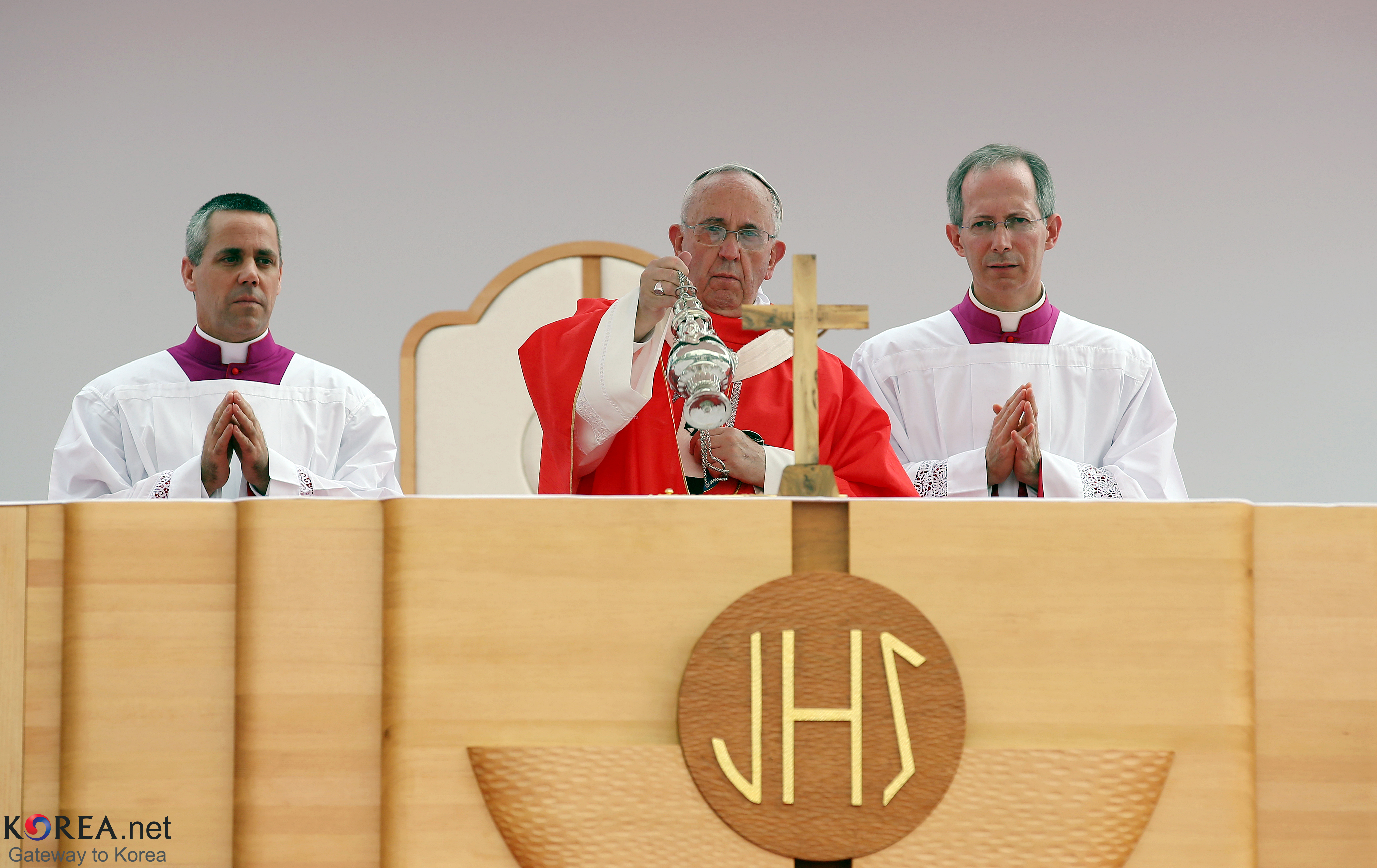
Papież Franciszek podczas mszy św. beatyfikacyjnej Pawła Yun Ji-chunga i 123 Towarzyszy przy bramie Gwanghwamun

Podróż apostolska papieża Franciszka do Korei Południowej odbyła się w dniach 14 do 18 sierpnia 2014 roku. Obejmowała ona pięć miast: Daejeon, Seul, Dangjin (Salmoe), Eumseong (Kkottongnae) i Seosan (Haemi). Pielgrzymka do Korei Południowej była trzecią zagraniczną podróżą papieża Franciszka.
W trakcie wizyty papież wziął udział w obchodach VI Dnia Młodzieży Azji oraz beatyfikował Pawła Yun Ji-chung i 123 towarzyszy zamordowanych w Korei z nienawiści do wiary w latach 1791–1888. Franciszek był drugim papieżem odwiedzającym Koreę. Wcześniej taką pielgrzymkę odbył Jan Paweł II, który dwa razy odwiedził to państwo – w 1984 i 1989.

## Program i przebieg wizyty[5]
- Czwartek, 14 sierpnia 2014
  - 10:30 – przylot do bazy lotniczej w Seulu.
  - 12:00 – msza w nuncjaturze apostolskiej w stolicy Korei.
  - 15:45 – ceremonia powitania w ogrodach siedziby prezydenta Korei, „Błękitny Dom”, i wizyta u prezydenta Park Geun-hye.
  - 16:30 – spotkanie z przedstawicielami władz w „Blue House” (przemówienie papieża).
  - 17:30 – spotkanie z biskupami Korei w siedzibie tamtejszego episkopatu (przemówienie papieża).
- Piątek, 15 sierpnia 2014
  - 8:45 – odlot papieża śmigłowcem do Daejeon.
  - 10:30 – msza na stadionie World Cup Stadium (homilia papieża, na zakończenie mszy Anioł Pański).
  - 13:30 – obiad papieża z młodymi w Wyższym Seminarium Duchownym.

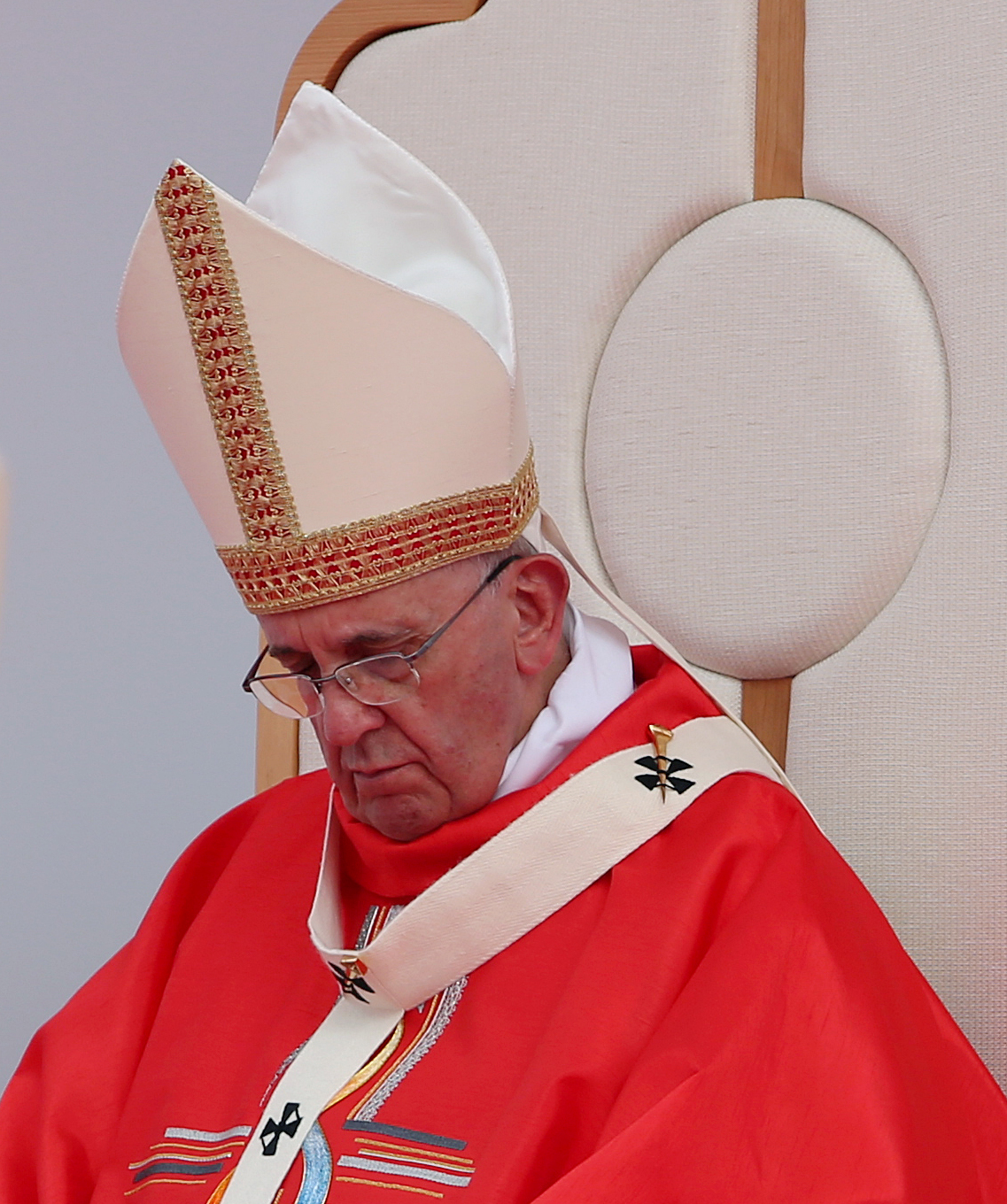
Papież Franciszek podczas mszy św. beatyfikacyjnej Pawła Yun Ji-chunga i 123 Towarzyszy przy bramie Gwanghwamun

  - Papież Franciszek podczas mszy św. beatyfikacyjnej Pawła Yun Ji-chunga i 123 Towarzyszy przy bramie Gwanghwamun16:30 – odlot papieża śmigłowcem do sanktuarium maryjnego w Dangjin(Salmoe).
  - 17:30 – spotkanie papieża z młodymi katolikami Azji (przemówienie papieża).
  - 19:15 – odlot śmigłowcem w drogę powrotną do Seulu.
- Sobota, 16 sierpnia 2014
  - 8:45 – wizyta papieża w sanktuarium męczenników Seo So mun.
  - 10:00 – msza przy bramie Gwanghwamun – symbolu koreańskiej historii i kultury, na której papież miał przewodniczyć beatyfikacji Pawła Yun Ji-chunga i 123 Towarzyszy, męczenników z XVIII i XIX w (homilia papieża).
  - 15:30 – odlot śmigłowcem do Eumseong(Kkottongnae)
  - 16:30 – wizyta papieża Franciszka w ośrodku rehabilitacji niepełnosprawnych w „House of Hope” w Kkottongnae.
  - 17:15 – spotkanie papieża ze wspólnotami zakonnymi Korei w ośrodku szkoleniowym „School of Love” w Kkottongnae (przemówienie papieża).
  - 18:30 – wizyta w Ośrodku Duchowości w Kkottongnae i spotkanie papieża z liderami apostolatu laikatu (przemówienie papieża).
  - Papież Franciszek w Korei w 2014.19:00 – powrót śmigłowcem do Seulu.
- Niedziela, 17 sierpnia 2014

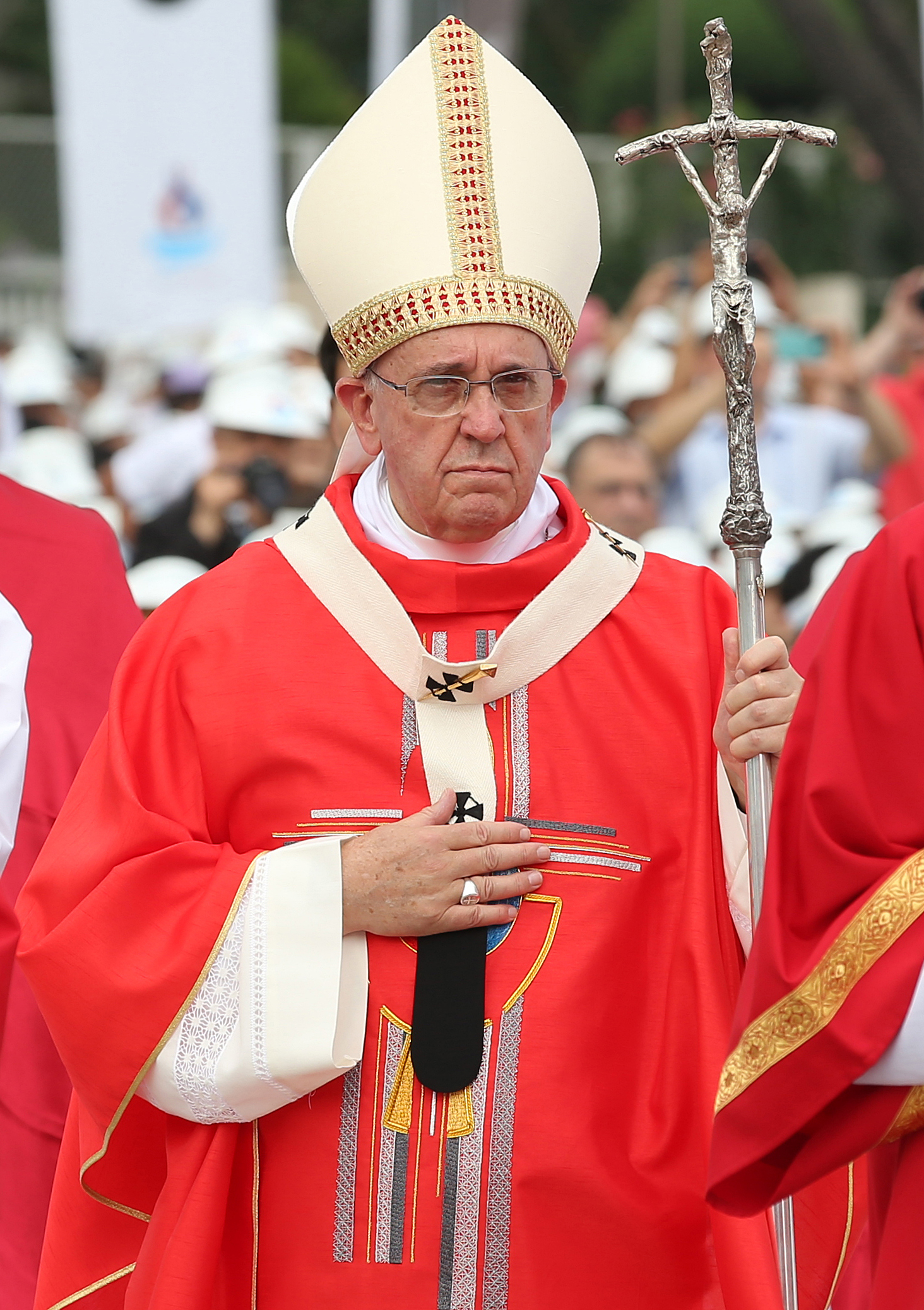
Papież Franciszek w Korei w 2014.

  - 10:00 – odlot papieża śmigłowcem do Haemi w pobliżu Seosan (Haemi).
  - 11:00 – w sanktuarium spotkanie papieża z biskupami Azji (przemówienie papieża).
  - 13:00 – obiad z biskupami Azji w refektarzu sanktuarium w Haemi.
  - 16:30 – msza na zakończenie VI Azjatyckiego Dnia Młodzieży w twierdzy Haemi (wygłoszenie homilii).
  - 19:00 – powrót papieża do Seulu.
- Poniedziałek, 18 sierpnia 2014
  - 9:00 – spotkanie papieża z przywódcami religijnymi w budynku dawnej kurii archidiecezji seulskiej.
  - 9:45 – msza w katedrze Myeong-dong w Seulu w intencji pokoju i pojednania (homilia papieża).
  - 12:45 – uroczystość pożegnalna w bazie lotniczej w Seulu.
  - 13:00 – odlot do Rzymu
  - 17:45 – przylot na lotnisko Ciampino.